# Friedrich Gisinger
Friedrich Gisinger (* 23. Juli 1888 in Basel; † 1. Januar 1964 in Freiburg im Breisgau) war ein deutscher Gymnasiallehrer,  Altphilologe und  Althistoriker.

## Leben
Nach dem Abitur in Karlsruhe 1908 studierte Gisinger an den Universitäten Heidelberg und Berlin Klassische Philologie. Am 6. November 1917 wurde er an der Universität Heidelberg bei Franz Boll mit der Arbeit Die Erdbeschreibung des Eudoxos von Knidos. Buch I. Asien promoviert. Von 1913 bis 1953 war er als Gymnasiallehrer in Durlach, Karlsruhe, Mannheim, Wertheim, Rastatt, Baden-Baden, Pforzheim, Colmar und Freiburg im Breisgau tätig. In Freiburg unterrichtete er Griechisch, Latein und Hebräisch am Berthold-Gymnasium, daneben seit 1947 Hebräisch an der Theologischen Fakultät. 1951 wurde er an der Universität Freiburg zum Honorarprofessor für Antike Geographie ernannt.
In den 1920er Jahren wurde Gisinger mit der Edition der fünften Abteilung der Fragmente der griechischen Historiker von Felix Jacoby betraut, welche die geographischen Fragmente enthalten sollte. Diese Arbeit konnte er jedoch nicht zu Ende führen, sie wird zurzeit unter Leitung von Hans-Joachim Gehrke vollendet. Auf seinen Spezialgebieten, der antiken Geographie und Historiographie, schrieb er 56 teils ausführliche Artikel für Paulys Realencyclopädie der classischen Altertumswissenschaft (RE), insbesondere 1924 auch den Überblicksartikel Geographie.

## Schriften (Auswahl)
- Die Erdbeschreibung des Eudoxos von Knidos. Teubner, Leipzig 1921.
- Geographie. In: Paulys Realencyclopädie der classischen Altertumswissenschaft (RE). Supplementband IV, Stuttgart 1924, Sp. 521–685 (Digitalisat).
- Zur geographischen Grundlage von Platons Atlantis. In: Klio. Band 26, 1933, S. 32–38.